# Gylve Fenris Nagell
Fenriz, född 28 november 1971 som Leif Gylve Nagell (senare ändrat till Gylve Fenris Nagell), är en norsk musiker inom black metal. Han är mest känd som trummis och låtskrivare i Darkthrone.
Under tidigt nittiotal drev han sina soloprojekt Isengard (1986–1995) och Neptune Towers (1993–1995). Han har också gästat många band, såsom Storm, Aura Noir, Satyricon, Cadaver Inc, Ulver med flera.
2004 släppte han samlingsskivan Fenriz Presents... The Best of Old School Black Metal, som innehåller vad han anser det bästa ur black metal-världen.
Fenriz bor nu i Oslo där han arbetar på posten och som DJ. Han driver också skivbolaget Tyrant Syndicate och studion Necrohell 2 tillsammans med sin bandkollega Nocturno Culto från Darkthrone.

## Relaterade band (urval)
- Darkthrone – trummor, basgitarr, sång, textförfattare (1986– )
- Valhall – trummor (1987–1989, 2007– )
- Isengard – trummor, gitarr, basgitarr, synthesizer, sång (1989–1995)
- Fenriz′ Red Planet – gitarr, basgitarr, trummor, sång, textförfattare (1993– )
- Dødheimsgard – basgitarr, sång (1994–1995)
- Neptune Towers – synthesizer, VCS3 Farfisa, Arp 2600 (1993–1995)
- Storm – trummor, sång (1995)
- Ulver – sång (1998)
- Eibon – trummor (1999)
- Aura Noir – sång (2000, 2004)
- Fuck You All – basgitarr (2000–2001)[1]
- Cadaver Inc. – körsång (2002)[2][3]
- Thorns – trummor
- DJ V.K.O.M. (Vast Knowledge of Music)
- DJ Evelen
- DJ Ebola